# Single is Best!?
「Single is Best!?」(シングル・イズ・ベスト) は、平松愛理の11作目のシングル。1993年3月8日にポニーキャニオンから発売された。

## 概要
タイトルの「Single」は″独身″を意味する。本シングルから1か月後に発売された平松初のベスト・アルバム『Single is Best』の「Single」は″CDのシングル″の意味である。本曲は最初のベストアルバム『Single is Best』と区別するため、「エクスクラメーションとクエスチョンがついたもの」と平松自身が語っている。曲のイメージは童話シンデレラとしており、冒頭の歌詞 ″dindon″ の連呼は鐘の鳴る音である。PVではストレートロングヘアーの平松が登場する。この曲は横浜銀行CMソングとして使用され、放送当時のCMキャラクターは水野真紀が務めている。
平松はTBS系『COUNT DOWN TV』放送第一回のゲストライブに出演し、この曲を披露している。
本作は「部屋とYシャツと私」、「戻れない道」に次ぐ自身3番目の売り上げを記録した。なお、表題曲・カップリング曲ともにオリジナルアルバムには未収録である。

## 収録曲
1. Single is Best!?（4分45秒）
作詞・作曲：平松愛理／編曲：清水信之
2. 螢の光もう一度（5分59秒）
作詞・作曲：平松愛理／編曲：清水信之
3. Single is Best!?（オリジナルカラオケ）